# Middleton on the Hill
Middleton on the Hill – wieś w Anglii, w hrabstwie Herefordshire. Leży 25 km na północ od miasta Hereford i 195 km na północny zachód od Londynu.